# Melanitis nyassae
Melanitis nyassae är en fjärilsart som beskrevs av Max Bartel 1905. Melanitis nyassae ingår i släktet Melanitis och familjen praktfjärilar. Inga underarter finns listade i Catalogue of Life.